# Juryj Karajeu
Juryj Chadżymuratawicz Karajeu (biał. Юрый Хаджымуратавіч Караеў; ros. Юрий Хаджимуратович Караев, Juryj Chadżymuratowicz Karajew) (ur. 21 czerwca 1966 w Ordżonikidze) – osetyjski wojskowy i polityk, generał major milicji, dowódca białoruskich wojsk wewnętrznych i minister spraw wewnętrznych Białorusi, asystent prezydenta ds. obwodu grodzieńskiego, gubernator obwodu grodzieńskiego.

## Życiorys
W 1987 ukończył studia wojskowe w szkole Ministerstwa Spraw Wewnętrznych ZSRR w Saratowie. Po studiach został skierowany do pracy w sowieckich wojskach wewnętrznych dyslokowanych na terenie Białoruskiej SRR. Po upadku Związku Sowieckiego pozostał na Białorusi i kontynuował karierę w wojskach wewnętrznych nowego państwa. Pełnił różne stanowiska oficerskie w Bobrujsku, Homlu i Mińsku. W 1997 ukończył Akademię Wojskową im. Michaiła Frunzego w Moskwie.
W 2008 został dowódcą mińskiego OMON-u. W latach 2009–2011 był pierwszym zastępcą szefa szkolenia operacyjnego w głównej komendzie wojsk MSW. W grudniu 2012 został wiceministrem spraw wewnętrznych Białorusi oraz dowódcą białoruskich wojsk wewnętrznych. W 2013 ukończył Akademię Wojenną Republiki Białorusi.
11 czerwca 2019 prezydent Białorusi Alaksandr Łukaszenka mianował go ministrem spraw wewnętrznych w rządzie Siarhieja Rumasa. Po zmianie na stanowisku premiera w czerwcu 2020, utrzymał stanowisko w nowym rządzie Ramana Hałouczenki. Zdymisjonowany z rządu 29 października 2020. Tego dnia został asystentem prezydenta ds. obwodu grodzieńskiego.
W marcu 2025 roku został mianowany gubernatorem obwodu grodzieńskiego.

## Sankcje z UE i innych krajów
2 października 2020 roku został wpisany na „Czarną listę” Unii Europejskiej. Rada Unii Europejskiej zauważyła, że Karajeu jako były minister spraw wewnętrznych, który nadal odgrywa aktywną rolę w reżimie Łukaszenki jako doradca prezydenta Białorusi – inspektor w obwodzie grodzieńskim, jest odpowiedzialny za kampanię represji i zastraszeń prowadzoną przez służby MSW po wyborach prezydenckich w 2020 roku, w szczególności za arbitralne aresztowania i brutalne traktowanie, w tym tortury, pokojowych demonstrantów, jak również za zastraszanie dziennikarzy i stosowanie wobec nich przemocy. Albania, Islandia, Liechtenstein, Norwegia, Macedonia Północna, Czarnogóra i Ukraina przystąpiły do sankcji UE 20 listopada 2020 roku. Z tego powodu Karajeu został wpisany na listach sankcyjnych Szwajcarii, Wielkiej Brytanii i Kanady.
2 października 2020 roku Karajeu także został wpisany na listę sankcji Specially Designated Nationals and Blocked Persons Stanów Zjednoczonych.